# CD-ROM
CD-ROM（シーディーロム、Compact Disc Read only memory、JIS X 6281-1992、ISO/IEC 10149:1989）は、コンピュータやゲーム機などで取り扱うデータが記録されているコンパクトディスク (CD) のこと。CD-R、CD-RWとは異なり、書き込みも消去もできないため、再生専用型と呼ばれる。

## 概要
CD-ROMはもともとCDがそうであるように、プレス費が比較的安値で、主に製品等の大量配布用に作られた読み込み専用のメディアである。規格書「Yellow Book」（イエローブック）によりライセンスされている。CD-ROMのファイルシステムには、標準的なISO 9660などが採用される。
またCD-ROMは、厳密には「CD-ROM Mode1」と呼ばれている。CD-ROMを拡張したものに、「CD-ROM Mode2 Form1」または「CD-ROM Mode2 Form 2」を使用したマルチメディア用途としてのCD-ROM XAやCD-i、その他CD-RAM（フィリップス社が提唱。早くに消滅）やGD-ROMなどがある。
CDの1トラック分にデータが記録されている。他のトラックには通常のCDプレイヤーで聴ける音声データ (CD-DA)が記録されている場合もある。
主にパソコンや1990年代に発売されたゲーム機に搭載されたCD-ROMドライブで使用できる。

## 歴史
- 1985年 - フィリップス、PC/XT・PC/AT用CD-ROMドライブ「CM100」を発売。
- 1985年10月 - 三修社、日本初のCD-ROMソフトウェア「最新科学技術用語辞典」を発売[3]。
- 1987年6月 - 富士通、CD-ROMドライブ対応のワープロ専用機OASYS 100GX-CDを発売。
- 1987年9月 - トヨタ自動車、トヨタ・クラウン（ロイヤルサルーンG）に世界初のCD-ROMを利用したカーナビゲーション機能「CDインフォメーション」を搭載する[4]。
- 1988年3月 - Apple Computer、Macintosh用CD-ROMドライブ「Apple CDsc」を発表[5]。
- 1988年12月 - 日本電気ホームエレクトロニクス、世界初のCD-ROMドライブ搭載家庭用ゲーム機PCエンジン用CD-ROMドライブ「CD-ROM2」を発売[6]。
- 1988年12月 - ハドソン、世界初のCD-ROMゲームソフトウェア『ファイティング・ストリート』と『No・Ri・Ko』を発売[7]。
- 1989年3月 - 富士通、CD-ROM標準搭載のパソコン「FM TOWNS」を発売[8]。
- 1989年4月〜6月 - ソニー、CD-ROM標準搭載のパソコン「Quarter L」（PCX-300C41・PCX-300C11）を発売[9]。
- 1989年10月 - 日本電気 (NEC)、CD-ROM標準搭載のパソコン「PC-8801 MC」を発表。
- 1990年7月 - ソニー、8cmCD-ROM専用電子ブックプレイヤー「データディスクマン DD-1」を発売。

## 仕様

### 容量
規格発表当時は誤り訂正が重視され、容量は540 MBが限度とされたが、後にドライブ装置の読み取り技術の進歩により650 – 700 MB程度まで記録されたメディアが主流となり、700 MBを超える容量を確保したメディアもある。
1994年頃までは、標準的なハードディスク（当時、300 – 500MB程度）よりも多くのデータを格納できた。そのため大容量のCD-ROMは、一般的なCD-Rドライブでの記録可能容量を上回る（ダミーの）データを記録しておくことで、容易なコピーを防ごうとする意図で用いられる場合が多かった。単に容量が必要なだけであれば、複数枚のメディアに記録すれば良いからである。
CD-ROMは2,048バイト (=2 KiB) で1セクタであり、ISO9660フォーマットでは1セクタ2Kバイト単位でファイルを収容できる。対して、当時CD-ROM1枚分に相当する容量のハードディスクドライブの容量540MBでは32セクタ16Kバイト単位でファイルを記録するため、CD-ROMのファイル充填効率はハードディスクドライブより8倍以上優れており、より多くのファイルを収容できた。

### 速度
読み取り速度（読み込み速度、読み出し速度などとも呼ばれる）は、初期には音楽用CDと同じ（1倍速・等速と呼ばれ、150キロバイト/秒 (= 1.2 Mbps) の転送速度）であったが、次第に2倍速、4倍速と高速化し、1999年、ケンウッドは1つのピックアップから7本のビームを出すマルチビームピックアップという独自方式を採用し、低回転で振動や騒音を抑えながら最大72倍速（全周域平均で70倍速相当）で読み込みできるCD-ROMドライブを販売した。その他のメーカーは最終的に52倍速までの高速化を実現した。しかし、CD-ROMの材質として一般的なポリカーボネートの物性上、52倍速時ではディスク最外周の速度は235 km/hにも達し、これ以上高速で回転させると遠心力によってディスクが変形・破壊されてしまうため、CD-ROMの読み取り速度は既に工学的な限界を迎えている。
CD-ROMの読み取り速度と、それに対する1秒あたりの最大データ読み取り容量は以下の通りである。
| 読み取り速度 | MB/秒 | Mbps | MiB/秒  |
| ------------ | ----- | ---- | ------- |
| 1x           | 0.15  | 1.2  | 0.1465  |
| 2x           | 0.3   | 2.4  | 0.2930  |
| 4x           | 0.6   | 4.8  | 0.5859  |
| 8x           | 1.2   | 9.6  | 1.1719  |
| 10x          | 1.5   | 12.0 | 1.4648  |
| 12x          | 1.8   | 14.4 | 1.7578  |
| 20x          | 3.0   | 24.0 | 2.9297  |
| 32x          | 4.8   | 38.4 | 4.6875  |
| 36x          | 5.4   | 43.2 | 5.2734  |
| 40x          | 6.0   | 48.0 | 5.8594  |
| 48x          | 7.2   | 57.6 | 7.0313  |
| 50x          | 7.5   | 60.0 | 7.3242  |
| 52x          | 7.8   | 62.4 | 7.6172  |
| 70x          | 10.5  | 84.0 | 10.2539 |
| 72x          | 10.8  | 86.4 | 10.5469 |

## 流通形態としてのCD-ROM
音楽CD（基本的にCD-DA）の中には、通常の音楽CDの販路ではなく、PCソフトと同じPC流通に乗るものがある。そのようなCDは流通上、CD-ROMとして扱われる。
CD-ROM流通のCDは、メーカーからPCソフト問屋に卸されるため、通常のCDショップでは売られず、PCソフト店か、CDショップでも専門的な店でのみ売られることになる。
ゲーム会社が自社のゲームソフトの主題歌やサウンドトラックなどを独自レーベルで販売するというケースが多い。なお、そのようなCDの収録曲はJASRAC非信託であることが多いが、そのこととCD-ROM流通であることとの間に直接の関係はない。